# Sanforizzazione
La sanforizzazione è un trattamento meccanico-fisico di stabilizzazione dimensionale sull'ordito dei tessuti.
Il termine deriva dal nome brevettato Sanford, a sua volta derivato dal nome dell'inventore Sanford Lockwood Cluett che lo brevettò nel 1930 ("trattamento Sanfor").
Il tessuto viene umidificato da un manicotto riscaldatore e poi viene fatto passare sulla superficie esterna convessa di un nastro trasportatore a feltro che trasla su un cilindro. Il nastro feltrato, dal grande spessore, ruota sulla superficie curva e si accorcia sul lato interno allungandosi su quello interno; passando sulla superficie della calandra, la curvatura del feltro si inverte e il feltro si ritira sul lato esterno; il tessuto introdotto sul lato allungato del feltro si ritira perché non può scorrere sulla calandra che ha superficie rugosa.
La sanforizzazione è un trattamento di finissaggio tessile effettuato in pezza allo scopo di incrementare la stabilità dimensionale del tessuto al lavaggio. Un capo realizzato con un tessuto sanforizzato, quando verrà lavato, subirà accorciamento nullo o inferiore rispetto ad uno realizzato con tessuto non sanforizzato. 
Il trattamento sanfor è riconducibile ad una compattazione basata su un'azione combinata meccanica e termica, attuata su apposito macchinario che forza il tessuto a rientrare nel senso della lunghezza (senso ordito o 'catena') avvicinando i fili di trama.
Ne consegue che il trattamento sanfor incrementa la stabilità dimensionale del tessuto solo nel senso della lunghezza ('ordito' o 'catena' della pezza), mentre è poco influente nel senso dell'altezza del tessuto trama che ottiene più stabilità solo grazie al compattamento dei suoi fili che limitano l'avvicinamento tra loro di quelli di ordito.
Il trattamento è nato per il tessuto 'a navetta' (noto anche come 'ortogonale' o 'catena-trama'), per il quale resta ancor oggi una lavorazione di riferimento per conseguire ridotti accorciamenti al lavaggio; in tempi più recenti la tecnologia è stata adattata al tessuto a maglia con risultati non in tutti i casi altrettanto validi come con i tessuti a maglia di viscosa, micromodal e tessuti a maglia molto leggeri o poco 'legati'.